# Vicente de Carvalho

Distriktet tillhör kommunen Guarujá, vars läge i delstaten är här markerat.

Farol do Itapema och Vicente de Carvalho.

Vicente de Carvalho är ett distrikt i kommunen Guarujá i den brasilianska delstaten São Paulo. Distriktet omfattar kommunens nordvästra delar, närmast Santos. Folkmängden uppgick till 151 950 invånare vid folkräkningen 2010.